# Segunda División 1931-1932 (Spagna)
L'edizione 1931-32 della Segunda División fu il quarto campionato di calcio spagnolo di seconda divisione. Il campionato vide la partecipazione di 10 squadre. La prima ottenne la promozione in Primera División mentre l'ultima retrocesse in Tercera División, campionato che all'epoca rappresentava la terza divisione spagnola.
Con la proclamazione della seconda repubblica spagnola, le squadre persero il titolo di Real.

## Squadre partecipanti
- Atlético Madrid (Madrid)
- Real Betis (Siviglia)
- Castellón (Castellón)
- Catalunya (Barcellona)
- Celta Vigo (Vigo)
- Deportivo La Coruña (Corogna)
- Real Murcia (Madrid)
- Real Oviedo (Oviedo)
- Siviglia (Siviglia)
- Sporting Gijón (Gijón)

## Classifica finale
|  | Pos. | Squadra             | Pt | G  | V | N | P  | GF | GS | DR  |
|  | ---- | ------------------- | -- | -- | - | - | -- | -- | -- | --- |
|  | 1.   | Real Betis          | 21 | 16 | 8 | 5 | 3  | 37 | 29 | +8  |
|  | 2.   | Oviedo              | 19 | 16 | 9 | 1 | 6  | 42 | 23 | +19 |
|  | 3.   | Sporting Gijón      | 18 | 16 | 7 | 4 | 5  | 29 | 25 | +4  |
|  | 4.   | Atlético Madrid     | 18 | 16 | 8 | 2 | 6  | 38 | 34 | +4  |
|  | 5.   | Murcia FC           | 17 | 16 | 8 | 1 | 7  | 34 | 30 | +4  |
|  | 6.   | Deportivo La Coruña | 15 | 16 | 7 | 1 | 8  | 28 | 36 | -8  |
|  | 7.   | Castellón           | 15 | 16 | 7 | 1 | 8  | 23 | 32 | -9  |
|  | 8.   | Siviglia            | 11 | 16 | 5 | 1 | 10 | 25 | 31 | -6  |
|  | 9.   | Celta Vigo          | 10 | 16 | 4 | 2 | 10 | 27 | 43 | -16 |
|  | 10.  | Catalunya           | 5  | 15 | 2 | 1 | 12 | 12 | 29 | -17 |

### Verdetti
- Real Betis promosso in Primera División spagnola 1932-1933.
- Catalunya retrocessa in Tercera División.

## Tabellone
|                 | AMa  | Bet  | Cas  | Cat  | Cel  | Dep  | Mur  | Ovi  | Sev  | SGi  |
| --------------- | ---- | ---- | ---- | ---- | ---- | ---- | ---- | ---- | ---- | ---- |
| Atletico Madrid | –––– | 10-1 | 2-0  | 0-1  | 4-2  | 4-1  | 4-0  | 1-0  | 3-2  | 2-2  |
| Betis           | 5-1  | –––– | 4-0  | 2-1  | 3-1  | 3-1  | 4-1  | 4-2  | 1-1  | 3-0  |
| Castellon       | 3-2  | 2-2  | –––– | n-d  | 3-2  | 4-2  | 1-0  | 2-0  | 2-0  | 3-0  |
| Catalunya       | 2-1  | 0-1  | 0-2  | –––– | 3-3  | 1-2  | 1-2  | 2-3  | 0-2  | 0-1  |
| Celta           | 1-2  | 1-1  | 3-2  | n-d  | –––– | 2-1  | 3-1  | 1-2  | 4-0  | 2-2  |
| Deportivo       | 3-0  | 0-0  | 2-0  | 3-0  | 5-0  | –––– | 2-1  | 2-0  | 4-2  | 3-2  |
| Murcia          | 4-0  | 2-2  | 3-0  | 3-0  | 6-2  | 6-1  | –––– | 2-0  | 3-1  | 4-1  |
| Oviedo          | 6-2  | 1-0  | 5-0  | 1-0  | 4-1  | 6-0  | 6-0  | –––– | 2-1  | 0-1  |
| Sevilla         | 3-0  | 2-3  | 3-1  | n-d  | 4-1  | 2-0  | 0-1  | 3-5  | –––– | 1-0  |
| Sporting Gijon  | 1-1  | 4-1  | 2-0  | 3-1  | 3-1  | 4-1  | 3-0  | 3-3  | 1-0  | –––– |

### Record
- Maggior numero di vittorie:  Oviedo (9)
- Minor numero di sconfitte:  Real Betis (3)
- Migliore attacco:  Oviedo (42 reti segnate)
- Miglior difesa:  Oviedo (23 reti subite)
- Miglior differenza reti:  Oviedo (+19)
- Maggior numero di pareggi:  Real Betis (5)
- Minor numero di pareggi:  Oviedo,  Murcia FC ,   Deportivo La Coruña,  Castellón,  Siviglia,  Catalunya (1)
- Maggior numero di sconfitte:  Catalunya (12)
- Minor numero di vittorie:  Catalunya (2)
- Peggior attacco:  Catalunya (12 reti segnate)
- Peggior difesa:  Celta Vigo (43 reti subite)
- Peggior differenza reti:  Catalunya (-17)